# Central Saint Giles
Central Saint Giles est un immeuble construit en mai 2010 et situé dans le borough londonien de Camden, proche de sa frontière avec la Cité de Westminster. Il aurait coûté 450 millions de livres. Son architecte est Renzo Piano. Haut de 15 étages, il est célèbre pour ses revêtements très colorés en vert, orange et jaune. 